# Spreken met ondersteuning van gebaren
Spreken met ondersteuning van gebaren (SMOG) is een vorm van ondersteunde communicatie waarbij de sleutelwoorden in een gesproken zin ondersteund worden door een gebaar. Op die manier kunnen mensen met een communicatieve beperking hun noden en behoeften duidelijker kenbaar maken en/of hun omgeving beter begrijpen.
SMOG werd begin jaren tachtig van de twintigste eeuw ontwikkeld door Martine Nijs, Louis Smet en Filip Loncke.
SMOG wordt vaak gebruikt door mensen met een verstandelijke beperking. In heel Vlaanderen worden regelmatig cursussen gegeven, onder andere door KVG en INCLUSIE Vlaanderen.
De SMOG-gebaren zijn sinds mei 2018 ook online raadpleegbaar, een burgerinitiatief van zus Lilith en haar ouders, met steun van het logopedie-team van De Vleugels vzw.